# علي أباد (كوثر)
علي أباد هي قرية في مقاطعة كوثر، إيران. عدد سكان هذه القرية هو 179 في سنة 2006.